# KRC Genk in het seizoen 2014/15
Deze pagina beschrijft de prestaties van voetbalclub KRC Genk in het seizoen 2014/15.

## Gebeurtenissen
Enkele weken voor het einde van het seizoen 2013/14 had het bestuur van Genk besloten om het contract van Emilio Ferrera te verlengen. De trainer mocht tijdens de zomermaanden onder meer Marco Bizot en Christian Kabasele verwelkomen, maar zag wel hoe zijn aanvoerder Jelle Vossen meermaals aandrong op een transfer. Op de eerste speeldag nam Genk het zonder Vossen op tegen KV Mechelen. De Limburgers verloren met 3-1, waarna Ferrera meteen ontslagen werd. In afwachting van een nieuwe trainer nam assistent Pierre Denier de taken van Ferrera over en haalde het bestuur ook Tornike Okriasjvili en Hervé Kage naar Genk. Hoewel Vossen verklaarde volledig fit te zijn, werd hij ook door Denier niet geselecteerd voor de tweede competitiewedstrijd van Genk. Achteraf bleek dat de selectie niet door Denier, maar door technisch directeur Gunter Jacob was samengesteld. Genk speelde op de tweede speeldag 1-1 gelijk tegen Cercle Brugge na een flater van doelman Bizot. Inmiddels werd Genk gelinkt aan trainers als Huub Stevens, Bert van Marwijk, Frank Vercauteren, Peter Maes en Mario Been. Op een gegeven moment berichtte TV Limburg dat er een akkoord bereikt was met Vercauteren, maar die ontkende dat en keerde terug naar zijn Russische werkgever Krylja Sovetov Samara. Vervolgens werd de club gelinkt aan buitenlandse trainers als Fernando Santos en Yannis Anastasiou. Onder leiding van interim-coach Denier speelde Genk na het gelijkspel tegen Cercle ook gelijk tegen KSC Lokeren en KV Kortrijk. In het duel tegen Kortrijk ging doelman Bizot opnieuw zwaar in de fout. Desondanks bouwden Anele Ngcongca, Ilombe Mboyo, Hervé Kage en Okriasjvili na de wedstrijd een feestje. Het drinkgelag begon op de spelersbus en eindigde in het appartement van Anele, die in de loop van de avond nog een slag van Okriasjvili incasseerde. De jonge Georgiër reed vervolgens dronken naar huis, maar werd onderweg door de politie gearresteerd. Desondanks mocht hij enkele dagen later van Denier in de basis starten tegen AA Gent. Genk won het duel met 3-2; Okriasjvili maakte op aangeven van Anele het beslissende doelpunt. Diezelfde dag werd de Schot Alex McLeish benoemd als nieuwe trainer. Drie dagen later werd McLeish officieel voorgesteld aan de pers en werd Patrick Janssens in dienst genomen als nieuwe algemeen directeur. Eén dag voor het sluiten van de transfermarkt vond Vossen dan toch een nieuwe club; de aanvoerder vertrok op huurbasis naar de Engelse tweedeklasser Middlesbrough. Op 13 januari 2015 stapte technisch directeur Jacob, die door de supporters al maanden onder vuur werd genomen, zelf op.
Onder McLeish probeerde Genk aansluiting te zoeken bij de top zes. De Schot, die in zijn elftal plaats maakte voor jongeren als Timothy Castagne en Sergej Milinković-Savić, zag in zijn eerste vijf wedstrijden hoe Genk vier keer gelijkspeelde. Nadien maakten de Limburgers met drie zeges op rij tegen de zogenaamd kleinere ploegen een sprong naar de vijfde plaats. Hoewel Genk vervolgens van zowel Zulte Waregem als Standard Luik verloor, bleef de club in de top zes hangen. Op de negentiende speeldag rukte het team van McLeish na een 3-0 zege tegen KV Kortrijk zelfs op naar de derde plaats. Na de winterstop kende Genk echter een terugval. De nederlaag tegen Sporting Charleroi en de gelijke spelen tegen KSC Lokeren en KV Oostende zorgden ervoor dat Genk opnieuw uit de top zes viel. In de laatste weken van de competitie streden de Limburgers net als Lokeren en Charleroi om de laatste plaats in play-off I. Op de voorlaatste speeldag deed Genk een uitstekende zaak door met 3-2 te winnen van Zulte Waregem. Doordat Charleroi zijn wedstrijd had verloren, kon Genk terug oprukken naar de zesde plaats. Op de laatste speeldag had het elftal van McLeish voldoende aan een punt in de topper tegen Standard. Maar de Luikenaars wonnen op eigen veld met het kleinste verschil. Omdat ook Charleroi drie punten veroverde, greep Genk alsnog naast een plaats in play-off I. Een dag later stelde het bestuur jeugdtrainer en oud-speler Dimitri de Condé voor als de nieuwe technisch directeur. Op 31 maart 2015, enkele dagen voor het begin van de play-offs, raakte bekend dat McLeish de club na het seizoen zou verlaten.
Genk begon uitstekend aan de play-offs. Maar ondanks de zeges tegen Zulte Waregem en Waasland-Beveren moest het de leidersplaats aan KV Mechelen laten. Op de derde speeldag ging Genk bovendien met 4-0 verliezen Achter de Kazerne. Genk beperkte de schade door een week later voor eigen volk met 1-0 te winnen van Mechelen. Op de voorlaatste speeldag maakte Genk de strijd om de leidersplaats opnieuw spannend door met ruime cijfers te winnen van Waasland-Beveren. Het werd 7-1 dankzij onder meer twee treffers van Sekou Cissé. Op de laatste speeldag won het team van McLeish in extremis met 2-3 van Zulte Waregem. Hoewel de Limburgers slechts één keer verloren, was het Mechelen dat zich op basis van het doelsaldo plaatste voor de finale van play-off II.

## Spelerskern
| Nr.           | Naam                    | Nationaliteit      | Geboortedatum | Vorige club        |
| ------------- | ----------------------- | ------------------ | ------------- | ------------------ |
| Keepers       |                         |                    |               |                    |
| 1             | Marco Bizot             | Nederland          | 10-03-1993    | FC Groningen       |
| 26            | László Köteles          | Hongarije          | 01-09-1984    | Diósgyőri VTK      |
| 53            | Nordin Jackers          | België             | 05-09-1997    | /                  |
| Verdedigers   |                         |                    |               |                    |
| 2             | Kara Mbodj              | Senegal            | 11-11-1989    | Tromsø IL          |
| 3             | Derrick Tshimanga       | België             | 06-11-1988    | KSC Lokeren        |
| 4             | Brian Hamalainen        | Denemarken         | 29-05-1989    | Zulte Waregem      |
| 5             | Jarne Vrijsen           | België             | 21-03-1996    | /                  |
| 15            | Dries Wouters           | België             | 28-01-1997    | /                  |
| 16            | Anele Ngcongca          | Zuid-Afrika        | 21-10-1987    | FC Fortune         |
| 25            | Wilfred Ndidi           | Nigeria            | 16-12-1996    | Nath Boys FC       |
| 27            | Christian Kabasele      | België             | 24-02-1991    | KAS Eupen          |
| 40            | Sandy Walsh             | Nederland          | 14-03-1995    | /                  |
| 41            | Timothy Castagne        | België             | 05-12-1995    | /                  |
| Middenvelders |                         |                    |               |                    |
| 7             | Khaleem Hyland          | Trinidad en Tobago | 05-06-1989    | Zulte Waregem      |
| 10            | Julien Gorius           | Frankrijk          | 17-03-1985    | KV Mechelen        |
| 11            | Hervé Kage              | België             | 10-04-1989    | AA Gent            |
| 14            | Luka Zarandia           | Albanië            | 17-02-1996    | Lokomotivi Tbilisi |
| 19            | Thomas Buffel           | België             | 19-02-1981    | Cercle Brugge      |
| 20            | Sergej Milinković-Savić | Servië             | 27-02-1995    | FK Vojvodina       |
| 39            | Pieter Gerkens          | België             | 13-08-1995    | /                  |
| 45            | Bennard Kumordzi        | Ghana              | 21-03-1985    | Dijon              |
| 49            | Tornike Okriasjvili     | Georgië            | 27-02-1995    | Shakhtar Donetsk   |
| Aanvallers    |                         |                    |               |                    |
| 8             | Steeven Joseph-Monrose  | Frankrijk          | 20-08-1990    | KV Kortrijk        |
| 9             | Ilombe Mboyo            | België             | 27-04-1987    | AA Gent            |
| 17            | Aleksandar Čavrić       | Servië             | 18-05-1994    | OFK Beograd        |
| 21            | Sekou Cissé             | Ivoorkust          | 23-05-1985    | Feyenoord          |
| 22            | Paolino Bertaccini      | België             | 19-11-1997    | /                  |
| 23            | Benjamin De Ceulaer     | België             | 19-12-1983    | KSC Lokeren        |
| 38            | Siebe Schrijvers        | België             | 18-07-1996    | /                  |

### Technische staf
|                    |                     |               |                                                 |
| Functie            | Naam                | Nationaliteit | Opmerking                                       |
| Coach              | Alex McLeish (foto) | Schotland     | Vanaf 23 augustus 2014.                         |
| Coach              | Emilio Ferrera      | België        | Ontslagen op 27 juli 2014.                      |
| Assistent-coach    | Pierre Denier       | België        | Ad-interim van 28 juli t.e.m. 22 augustus 2014. |
| Assistent-coach    | Hans Visser         | Nederland     |                                                 |
| Assistent-coach    | Alex Rae            | Schotland     | Vanaf 23 augustus 2014.                         |
| Keeperstrainer     | Guy Martens         | België        |                                                 |
| Physical-coach     | Peter Catteeuw      | België        |                                                 |
| Ploegafgevaardigde | Tony Greco          | België        |                                                 |

## Resultaten
Een overzicht van de competities waaraan Genk in het seizoen 2014-2015 deelnam.
| Seizoen 2014/15    | Seizoen 2014/15 | Seizoen 2014/15                              |
| Competitie         | Resultaat       | Uitgeschakeld door / Tegenstander            |
| ------------------ | --------------- | -------------------------------------------- |
| Jupiler Pro League | Zevende         |                                              |
| Play-off II A      | Tweede          | KV Mechelen, Zulte Waregem, Waasland-Beveren |
| Beker van België   | 1/16 finale     | Racing Mechelen (II)                         |

## Uitrustingen
Shirtsponsor(s): Beobank / Carglass / Group Bruno / Federale verzekering

Sportmerk: Nike
| Thuis | Uit | Alternatief | Doelman | Doelman | Training |

## Transfers

### Zomer
| Naam                    | Nationaliteit | Van/naar           | Type         |
| ----------------------- | ------------- | ------------------ | ------------ |
| Inkomend                |               |                    |              |
| Luka Zarandia           | Albanië       | Lokomotivi Tbilisi | Gekocht      |
| Sergej Milinković-Savić | Servië        | FK Vojvodina       | Gekocht      |
| Marco Bizot             | Nederland     | FC Groningen       | Gekocht      |
| Christian Kabasele      | België        | KAS Eupen          | Gekocht      |
| Tornike Okriasjvili     | Georgië       | Shakhtar Donetsk   | Gekocht      |
| Hervé Kage              | België        | AA Gent            | Gekocht      |
| Aleksandar Čavrić       | Servië        | OFK Beograd        | Gekocht      |
| Uitgaand                |               |                    |              |
| Kristof Van Hout        | België        | Delhi Dynamos      | Transfervrij |
| Kalidou Koulibaly       | Frankrijk     | Napoli             | Verkocht     |
| Anthony Limbombe        | België        | N.E.C.             | Verkocht     |
| Jeroen Simaeys          | België        | Krylja Sovetov     | Verkocht     |
| Leandro Trossard        | België        | Lommel United      | Huur         |
| Stijn Wertelaers        | België        | Dessel Sport       | Huur         |
| Jordy Croux             | België        | MVV Maastricht     | Huur         |
| Willem Ofori            | België        | MVV Maastricht     | Huur         |
| Fabien Camus            | Tunesië       | Évian TG           | Huur         |
| Kim Ojo                 | Nigeria       | Újpest FC          | Huur         |
| Jelle Vossen            | België        | Middlesbrough      | Huur         |
| Kennedy Nwanganga       | Nigeria       | KSV Roeselare      | Huur         |
| Ayub Masika             | Kenia         | Lierse SK          | Huur         |
| Alessio Alessandro      | België        | MVV Maastricht     | Huur         |

### Winter
| Naam               | Nationaliteit | Van/naar       | Type       |
| ------------------ | ------------- | -------------- | ---------- |
| Inkomend           |               |                |            |
| Wilfred Ndidi      | Nigeria       | Nath Boys FC   | Gekocht    |
| Alessio Alessandro | België        | MVV Maastricht | Einde huur |
| Uitgaand           |               |                |            |
| Albian Muzaqi      | Albanië       | Cercle Brugge  | Huur       |
| Alessio Alessandro | België        | Patro Eisden   | Huur       |

## Jupiler Pro League

### Wedstrijden
| Wedstrijddetails                                             | Thuisploeg                                                                               | Uitslag                         | Uitploeg                                        | Opstelling | Kaarten                                                                            |
| ------------------------------------------------------------ | ---------------------------------------------------------------------------------------- | ------------------------------- | ----------------------------------------------- | --- | ---------------------------------------------------------------------------------- |
| Heenronde                                                    |                                                                                          |                                 |                                                 | |                                                                                    |
| 27 juli 2014 14:30 Achter de Kazerne Mechelen                | KV Mechelen                                                                              | 3-1                             | KRC Genk                                        | Bizot Masika, Kara, Simaeys, Tshimanga Buffel, Hyland, Gorius, Cissé Schrijvers (57' Gerkens), Mboyo                                                                  | 43' Hyland 53' Hyland                                                              |
| 27 juli 2014 14:30 Achter de Kazerne Mechelen                | 22' Hanni 37' Adesanya 38' Claes                                                         | 0-1 1-1 2-1 3-1                 | 7' Hyland                                       | Bizot Masika, Kara, Simaeys, Tshimanga Buffel, Hyland, Gorius, Cissé Schrijvers (57' Gerkens), Mboyo                                                                  | 43' Hyland 53' Hyland                                                              |
| 2 augustus 2014 20:00 Cristal Arena Genk                     | KRC Genk                                                                                 | 1-1                             | Cercle Brugge                                   | Bizot Anele, Kara, Kabasele, Tshimanga Buffel, Gerkens, Gorius (82' Milinković-Savić), Okriasjvili (89' De Ceulaer) Schrijvers (62' Kage), Mboyo                      |                                                                                    |
| 2 augustus 2014 20:00 Cristal Arena Genk                     | 42' Buffel                                                                               | 0-1 1-1                         | 37' Bačelić-Grgić                               | Bizot Anele, Kara, Kabasele, Tshimanga Buffel, Gerkens, Gorius (82' Milinković-Savić), Okriasjvili (89' De Ceulaer) Schrijvers (62' Kage), Mboyo                      |                                                                                    |
| 8 augustus 2014 20:30 Cristal Arena Genk                     | KRC Genk                                                                                 | 0-0                             | KSC Lokeren                                     | Bizot Anele, Kara, Kabasele, Tshimanga Buffel, Kumordzi (79' Gerkens), Gorius, Okriasjvili Vossen, Mboyo (83' Cissé)                                                  | 64' Kabasele                                                                       |
| 8 augustus 2014 20:30 Cristal Arena Genk                     |                                                                                          |                                 |                                                 | Bizot Anele, Kara, Kabasele, Tshimanga Buffel, Kumordzi (79' Gerkens), Gorius, Okriasjvili Vossen, Mboyo (83' Cissé)                                                  | 64' Kabasele                                                                       |
| 16 augustus 2014 18:00 Guldensporenstadion Kortrijk          | KV Kortrijk                                                                              | 1-1                             | KRC Genk                                        | Bizot Anele, Kara, Kabasele, Tshimanga Buffel (81' De Ceulaer), Kumordzi, Gorius, Okriasjvili (78' Kage) Vossen, Mboyo                                                | 17' Kumordzi 56' Tshimanga 90' Kara                                                |
| 16 augustus 2014 18:00 Guldensporenstadion Kortrijk          | 29' Bizot (own)                                                                          | 1-0 1-1                         | 64' Mboyo                                       | Bizot Anele, Kara, Kabasele, Tshimanga Buffel (81' De Ceulaer), Kumordzi, Gorius, Okriasjvili (78' Kage) Vossen, Mboyo                                                | 17' Kumordzi 56' Tshimanga 90' Kara                                                |
| 22 augustus 2014 20:30 Cristal Arena Genk                    | KRC Genk                                                                                 | 3-2                             | AA Gent                                         | Köteles Anele, Kara, Kabasele, Tshimanga Kumordzi, Gorius, Okriasjvili (90' De Ceulaer) Buffel, Mboyo, Cissé (75' Schrijvers)                                         | 42' Kabasele 44' Tshimanga 63' Buffel 90+3' Köteles                                |
| 22 augustus 2014 20:30 Cristal Arena Genk                    | 19' Cissé 30' Mboyo 67' Okriasjvili                                                      | 1-0 2-0 2-1 2-2 3-2             | 31' Dejaegere 35' Miličević                     | Köteles Anele, Kara, Kabasele, Tshimanga Kumordzi, Gorius, Okriasjvili (90' De Ceulaer) Buffel, Mboyo, Cissé (75' Schrijvers)                                         | 42' Kabasele 44' Tshimanga 63' Buffel 90+3' Köteles                                |
| 30 augustus 2014 18:00 Albertparkstadion Oostende            | KV Oostende                                                                              | 1-1                             | KRC Genk                                        | Köteles Anele, Kara, Kabasele, Tshimanga (49' Hamalainen) Kumordzi, Gorius, Okriasjvili (76' Schrijvers) Buffel, De Ceulaer, Cissé                                    | 40' Kumordzi                                                                       |
| 30 augustus 2014 18:00 Albertparkstadion Oostende            | 87' Ruytinx                                                                              | 0-1 1-1                         | 51' Anele                                       | Köteles Anele, Kara, Kabasele, Tshimanga (49' Hamalainen) Kumordzi, Gorius, Okriasjvili (76' Schrijvers) Buffel, De Ceulaer, Cissé                                    | 40' Kumordzi                                                                       |
| 14 september 2014 14:30 Cristal Arena Genk                   | KRC Genk                                                                                 | 1-1                             | Club Brugge                                     | Köteles Castagne, Kara, Kabasele, Anele Kumordzi, Gorius, Okriasjvili (71' Schrijvers) Buffel, Mboyo, Cissé (54' De Ceulaer)                                          | 69' Okriasjvili 89' De Ceulaer                                                     |
| 14 september 2014 14:30 Cristal Arena Genk                   | 45' Cissé                                                                                | 0-1 1-1                         | 45+1' Gedoz                                     | Köteles Castagne, Kara, Kabasele, Anele Kumordzi, Gorius, Okriasjvili (71' Schrijvers) Buffel, Mboyo, Cissé (54' De Ceulaer)                                          | 69' Okriasjvili 89' De Ceulaer                                                     |
| 20 september 2014 18:00 Le Canonnier Moeskroen               | Moeskroen-Péruwelz                                                                       | 1-2                             | KRC Genk                                        | Köteles Castagne, Kara, Kabasele, Anele Kumordzi (67' Hyland), Gorius, Okriasjvili (70' Schrijvers) Buffel, Mboyo (83' Čavrić), Cissé                                 | 34' Okriasjvili 63' Kumordzi 66' Castagne 79' Hyland 90+4' Kara                    |
| 20 september 2014 18:00 Le Canonnier Moeskroen               | 86' Diaby                                                                                | 0-1 0-2 1-2                     | 53' Cissé 82' Mboyo                             | Köteles Castagne, Kara, Kabasele, Anele Kumordzi (67' Hyland), Gorius, Okriasjvili (70' Schrijvers) Buffel, Mboyo (83' Čavrić), Cissé                                 | 34' Okriasjvili 63' Kumordzi 66' Castagne 79' Hyland 90+4' Kara                    |
| 27 september 2014 20:30 Cristal Arena Genk                   | KRC Genk                                                                                 | 1-1                             | Sporting Charleroi                              | Köteles Castagne, Kara, Kabasele (65' Walsh), Anele Gerkens, Gorius, Okriasjvili (79' Schrijvers) Buffel (89' Kage), Mboyo, Cissé                                     | 65' Cissé 75' Kara                                                                 |
| 27 september 2014 20:30 Cristal Arena Genk                   | 64' Marinos (own)                                                                        | 1-0 1-1                         | 79' Kebano                                      | Köteles Castagne, Kara, Kabasele (65' Walsh), Anele Gerkens, Gorius, Okriasjvili (79' Schrijvers) Buffel (89' Kage), Mboyo, Cissé                                     | 65' Cissé 75' Kara                                                                 |
| 5 oktober 2014 18:00 Constant Vanden Stockstadion Anderlecht | RSC Anderlecht                                                                           | 0-0                             | KRC Genk                                        | Köteles Castagne (76' Tshimanga), Kara, Kabasele, Anele Gerkens, Gorius, Čavrić (61' Schrijvers) Buffel (90' Kage), Mboyo, Cissé                                      | 23' Kabasele 72' Anele 72' Kara 79' Buffel                                         |
| 5 oktober 2014 18:00 Constant Vanden Stockstadion Anderlecht |                                                                                          |                                 |                                                 | Köteles Castagne (76' Tshimanga), Kara, Kabasele, Anele Gerkens, Gorius, Čavrić (61' Schrijvers) Buffel (90' Kage), Mboyo, Cissé                                      | 23' Kabasele 72' Anele 72' Kara 79' Buffel                                         |
| 19 oktober 2014 20:00 Cristal Arena Genk                     | KRC Genk                                                                                 | 3-1                             | KVC Westerlo                                    | Köteles Anele, Kara, Kabasele, Tshimanga (83' Castagne) Gerkens (69' Milinković-Savić), Gorius, Čavrić (73' Schrijvers) Buffel, Mboyo, Cissé                          | 15' Čavrić 90+2' Milinković-Savić                                                  |
| 19 oktober 2014 20:00 Cristal Arena Genk                     | 2' Mboyo 6' Gorius 78' Schrijvers                                                        | 1-0 2-0 2-1 3-1                 | 12' Annys                                       | Köteles Anele, Kara, Kabasele, Tshimanga (83' Castagne) Gerkens (69' Milinković-Savić), Gorius, Čavrić (73' Schrijvers) Buffel, Mboyo, Cissé                          | 15' Čavrić 90+2' Milinković-Savić                                                  |
| 25 oktober 2014 18:00 Freethiel Beveren                      | Waasland-Beveren                                                                         | 0-1                             | KRC Genk                                        | Köteles Anele, Kara, Kabasele, Tshimanga Gerkens, Gorius, Čavrić (46' Schrijvers) Buffel, Mboyo, Cissé (68' Kage)                                                     | 17' Cissé 57' Anele 63' Kabasele 70' Gorius 87' Gerkens                            |
| 25 oktober 2014 18:00 Freethiel Beveren                      |                                                                                          | 0-1                             | 90+3' Kage                                      | Köteles Anele, Kara, Kabasele, Tshimanga Gerkens, Gorius, Čavrić (46' Schrijvers) Buffel, Mboyo, Cissé (68' Kage)                                                     | 17' Cissé 57' Anele 63' Kabasele 70' Gorius 87' Gerkens                            |
| 28 oktober 2014 20:30 Cristal Arena Genk                     | KRC Genk                                                                                 | 3-0                             | Lierse SK                                       | Köteles Anele, Kara, Kabasele, Tshimanga Gerkens, Gorius (87' Milinković-Savić), Čavrić Buffel, Mboyo, Kage (82' Schrijvers)                                          |                                                                                    |
| 28 oktober 2014 20:30 Cristal Arena Genk                     | 32' Kabasele 66' Kage 84' Buffel                                                         | 1-0 2-0 3-0                     |                                                 | Köteles Anele, Kara, Kabasele, Tshimanga Gerkens, Gorius (87' Milinković-Savić), Čavrić Buffel, Mboyo, Kage (82' Schrijvers)                                          |                                                                                    |
| 31 oktober 2014 20:30 Regenboogstadion Waregem               | Zulte Waregem                                                                            | 2-0                             | KRC Genk                                        | Köteles Anele, Kara, Kabasele, Tshimanga Gerkens, Gorius (82' Milinković-Savić), Čavrić (46' Kage) Buffel, Mboyo, Cissé (46' Schrijvers)                              | 82' Gerkens 87' Buffel                                                             |
| 31 oktober 2014 20:30 Regenboogstadion Waregem               | 72' Bongonda 75' Troisi                                                                  | 1-0 2-0                         |                                                 | Köteles Anele, Kara, Kabasele, Tshimanga Gerkens, Gorius (82' Milinković-Savić), Čavrić (46' Kage) Buffel, Mboyo, Cissé (46' Schrijvers)                              | 82' Gerkens 87' Buffel                                                             |
| 9 november 2014 20:00 Cristal Arena Genk                     | KRC Genk                                                                                 | 0-2                             | Standard Luik                                   | Köteles Anele, Kara, Kabasele, Tshimanga (46' Castagne) Buffel (22' Kage), Gorius (84' Čavrić), Gerkens, Cissé Mboyo, Schrijvers                                      | 53' Gorius 57' Cissé 59' Kara                                                      |
| 9 november 2014 20:00 Cristal Arena Genk                     |                                                                                          | 0-1 0-2                         | 13' Mpoku 90+7' Mujangi Bia                     | Köteles Anele, Kara, Kabasele, Tshimanga (46' Castagne) Buffel (22' Kage), Gorius (84' Čavrić), Gerkens, Cissé Mboyo, Schrijvers                                      | 53' Gorius 57' Cissé 59' Kara                                                      |
| Terugronde                                                   |                                                                                          |                                 |                                                 | |                                                                                    |
| 23 november 2014 18:00 Cristal Arena Genk                    | KRC Genk                                                                                 | 3-0                             | KV Mechelen                                     | Köteles Castagne, Walsh, Kabasele, Anele Kage (69' Milinković-Savić), Gorius (23' Okriasjvili)(83' Čavrić), Gerkens, Cissé Mboyo, Schrijvers                          | 60' Kabasele                                                                       |
| 23 november 2014 18:00 Cristal Arena Genk                    | 43' Cissé 63' Schrijvers 85' Cissé                                                       | 1-0 2-0 3-0                     |                                                 | Köteles Castagne, Walsh, Kabasele, Anele Kage (69' Milinković-Savić), Gorius (23' Okriasjvili)(83' Čavrić), Gerkens, Cissé Mboyo, Schrijvers                          | 60' Kabasele                                                                       |
| 29 november 2014 20:00 Jan Breydelstadion Brugge             | Cercle Brugge                                                                            | 0-1                             | KRC Genk                                        | Köteles Castagne, Kara, Walsh, Anele Okriasjvili (85' Čavrić), Gerkens, Schrijvers Buffel (75' Kage), Mboyo, Cissé (59' Milinković-Savić)                             | 54' Schrijvers 72' Buffel                                                          |
| 29 november 2014 20:00 Jan Breydelstadion Brugge             |                                                                                          | 0-1                             | 84' Mboyo                                       | Köteles Castagne, Kara, Walsh, Anele Okriasjvili (85' Čavrić), Gerkens, Schrijvers Buffel (75' Kage), Mboyo, Cissé (59' Milinković-Savić)                             | 54' Schrijvers 72' Buffel                                                          |
| 7 december 2014 20:00 Ghelamco Arena Gent                    | AA Gent                                                                                  | 0-0                             | KRC Genk                                        | Köteles Castagne, Kara, Kabasele, Anele Buffel (82' Monrose), Walsh, Gerkens, Cissé (63' Okriasjvili) Mboyo, Schrijvers (46' Kage)                                    | 22' Anele 62' Castagne 72' Okriasjvili 84' Okriasjvili 90' Köteles                 |
| 7 december 2014 20:00 Ghelamco Arena Gent                    |                                                                                          |                                 |                                                 | Köteles Castagne, Kara, Kabasele, Anele Buffel (82' Monrose), Walsh, Gerkens, Cissé (63' Okriasjvili) Mboyo, Schrijvers (46' Kage)                                    | 22' Anele 62' Castagne 72' Okriasjvili 84' Okriasjvili 90' Köteles                 |
| 13 december 2014 18:00 Cristal Arena Genk                    | KRC Genk                                                                                 | 3-0                             | KV Kortrijk                                     | Köteles (46' Bizot) Castagne, Walsh, Kabasele (83' Vrijsen), Anele Buffel, Milinković-Savić, Gerkens, Kage (78' Cissé) Mboyo, Schrijvers                              | 45+2' Schrijvers 66' Kabasele                                                      |
| 13 december 2014 18:00 Cristal Arena Genk                    | 37' Mboyo 56' Kabasele 57' Mboyo                                                         | 1-0 2-0 3-0                     |                                                 | Köteles (46' Bizot) Castagne, Walsh, Kabasele (83' Vrijsen), Anele Buffel, Milinković-Savić, Gerkens, Kage (78' Cissé) Mboyo, Schrijvers                              | 45+2' Schrijvers 66' Kabasele                                                      |
| 21 december 2014 18:00 Jan Breydelstadion Brugge             | Club Brugge                                                                              | 4-1                             | KRC Genk                                        | Köteles Castagne, Kara, Kabasele, Anele Milinković-Savić, Gerkens, Okriasjvili (77' Čavrić) Buffel (84' Schrijvers), Mboyo, Kage                                      | 27' Kabasele 35' Kara 35' Buffel 40' Milinković-Savić 42' Okriasjvili 59' Castagne |
| 21 december 2014 18:00 Jan Breydelstadion Brugge             | 45+3' Duarte 55' Vormer 72' Refaelov 87' Izquierdo                                       | 0-1 1-1 2-1 3-1 4-1             | 42' Mboyo                                       | Köteles Castagne, Kara, Kabasele, Anele Milinković-Savić, Gerkens, Okriasjvili (77' Čavrić) Buffel (84' Schrijvers), Mboyo, Kage                                      | 27' Kabasele 35' Kara 35' Buffel 40' Milinković-Savić 42' Okriasjvili 59' Castagne |
| 18 januari 2015 20:00 Daknamstadion Lokeren                  | KSC Lokeren                                                                              | 1-1                             | KRC Genk                                        | Köteles Castagne, Walsh, Kabasele, Tshimanga (66' Vrijsen) Milinković-Savić, Gerkens, Gorius Okriasjvili, Schrijvers (82' Bertaccini), Čavrić (66' De Ceulaer)        |                                                                                    |
| 18 januari 2015 20:00 Daknamstadion Lokeren                  | 15' De Pauw                                                                              | 0-1 1-1                         | 2' Milinković-Savić                             | Köteles Castagne, Walsh, Kabasele, Tshimanga (66' Vrijsen) Milinković-Savić, Gerkens, Gorius Okriasjvili, Schrijvers (82' Bertaccini), Čavrić (66' De Ceulaer)        |                                                                                    |
| 23 januari 2015 20:30 Cristal Arena Genk                     | KRC Genk                                                                                 | 2-0                             | Moeskroen-Péruwelz                              | Köteles Castagne, Walsh, Kabasele, Tshimanga Buffel, Gorius, Milinković-Savić De Ceulaer (69' Joseph-Monrose), Schrijvers (80' Bertaccini), Okriasjvili (84' Gerkens) | 73' Milinković-Savić                                                               |
| 23 januari 2015 20:30 Cristal Arena Genk                     | 42' Schrijvers 68' De Ceulaer                                                            | 1-0 2-0                         |                                                 | Köteles Castagne, Walsh, Kabasele, Tshimanga Buffel, Gorius, Milinković-Savić De Ceulaer (69' Joseph-Monrose), Schrijvers (80' Bertaccini), Okriasjvili (84' Gerkens) | 73' Milinković-Savić                                                               |
| 31 januari 2015 18:00 Stade du Pays de Charleroi Charleroi   | Sporting Charleroi                                                                       | 1-0                             | KRC Genk                                        | Köteles Castagne, Walsh, Kabasele, Ndidi (74' Vrijsen) Gerkens, Milinković-Savić, Schrijvers (90' Joseph-Monrose) Buffel, De Ceulaer, Okriasjvili (81' Cissé)         | 84' Schrijvers 89' Buffel                                                          |
| 31 januari 2015 18:00 Stade du Pays de Charleroi Charleroi   | 86' Martos                                                                               | 1-0                             |                                                 | Köteles Castagne, Walsh, Kabasele, Ndidi (74' Vrijsen) Gerkens, Milinković-Savić, Schrijvers (90' Joseph-Monrose) Buffel, De Ceulaer, Okriasjvili (81' Cissé)         | 84' Schrijvers 89' Buffel                                                          |
| 3 februari 2015 * 20:30 Cristal Arena Genk                   | KRC Genk                                                                                 | 1-1                             | KV Oostende                                     | Köteles Castagne, Walsh, Kabasele, Anele Milinković-Savić, Gorius, Okriasjvili (77' Čavrić) Buffel, De Ceulaer (68' Joseph-Monrose), Cissé (65' Schrijvers)           | 87' Kabasele                                                                       |
| 3 februari 2015 * 20:30 Cristal Arena Genk                   | 75' De Ceulaer                                                                           | 0-1 1-1                         | 73' Ruiz                                        | Köteles Castagne, Walsh, Kabasele, Anele Milinković-Savić, Gorius, Okriasjvili (77' Čavrić) Buffel, De Ceulaer (68' Joseph-Monrose), Cissé (65' Schrijvers)           | 87' Kabasele                                                                       |
| 8 februari 2015 20:00 Cristal Arena Genk                     | KRC Genk                                                                                 | 1-0                             | Waasland-Beveren                                | Köteles Castagne, Kara, Kabasele, Anele Buffel, Milinković-Savić, Gorius (62' Okriasjvili), Cissé (81' Čavrić) De Ceulaer (46' Joseph-Monrose), Schrijvers            |                                                                                    |
| 8 februari 2015 20:00 Cristal Arena Genk                     | 79' Milinković-Savić                                                                     | 1-0                             |                                                 | Köteles Castagne, Kara, Kabasele, Anele Buffel, Milinković-Savić, Gorius (62' Okriasjvili), Cissé (81' Čavrić) De Ceulaer (46' Joseph-Monrose), Schrijvers            |                                                                                    |
| 13 februari 2015 20:30 't Kuipje Westerlo                    | KVC Westerlo                                                                             | 1-2                             | KRC Genk                                        | Köteles Castagne, Kara, Kabasele, Anele Buffel, Milinković-Savić, Gorius, Cissé (80' Kage) Joseph-Monrose (80' Čavrić), Schrijvers (59' Okriasjvili)                  | 38' Castagne 44' Buffel 81' Čavrić                                                 |
| 13 februari 2015 20:30 't Kuipje Westerlo                    | 69' Koffi                                                                                | 0-1 1-1 1-2                     | 1' Buffel 89' Kara                              | Köteles Castagne, Kara, Kabasele, Anele Buffel, Milinković-Savić, Gorius, Cissé (80' Kage) Joseph-Monrose (80' Čavrić), Schrijvers (59' Okriasjvili)                  | 38' Castagne 44' Buffel 81' Čavrić                                                 |
| 22 februari 2015 18:00 Cristal Arena Genk                    | KRC Genk                                                                                 | 0-1                             | RSC Anderlecht                                  | Köteles Castagne, Kara, Kabasele, Anele Gorius (85' Kage), Milinković-Savić, Okriasjvili Buffel, Joseph-Monrose (66' Čavrić), Cissé                                   | 30' Okriasjvili                                                                    |
| 22 februari 2015 18:00 Cristal Arena Genk                    |                                                                                          | 0-1                             | 52' Defour                                      | Köteles Castagne, Kara, Kabasele, Anele Gorius (85' Kage), Milinković-Savić, Okriasjvili Buffel, Joseph-Monrose (66' Čavrić), Cissé                                   | 30' Okriasjvili                                                                    |
| 28 februari 2015 20:00 Herman Vanderpoortenstadion Lier      | Lierse SK                                                                                | 0-2                             | KRC Genk                                        | Köteles Castagne, Kara, Kabasele, Anele Buffel, Milinković-Savić (46' Gerkens), Gorius, Cissé (68' Kage) Schrijvers, Joseph-Monrose (77' De Ceulaer)                  | 81' Anele                                                                          |
| 28 februari 2015 20:00 Herman Vanderpoortenstadion Lier      |                                                                                          | 0-1 0-2                         | 3' Schrijvers 84' De Ceulaer                    | Köteles Castagne, Kara, Kabasele, Anele Buffel, Milinković-Savić (46' Gerkens), Gorius, Cissé (68' Kage) Schrijvers, Joseph-Monrose (77' De Ceulaer)                  | 81' Anele                                                                          |
| 7 maart 2015 20:00 Cristal Arena Genk                        | KRC Genk                                                                                 | 3-2                             | Zulte Waregem                                   | Köteles Castagne, Kara, Kabasele, Anele Gorius, Milinković-Savić, Schrijvers (89' Kage) Buffel, Joseph-Monrose (75' De Ceulaer), Cissé (66' Okriasjvili)              |                                                                                    |
| 7 maart 2015 20:00 Cristal Arena Genk                        | 13' Milinković-Savić 35' Schrijvers 89' Kara                                             | 1-0 2-0 2-1 3-1 3-2             | 52' Benteke 90+1' Rossi                         | Köteles Castagne, Kara, Kabasele, Anele Gorius, Milinković-Savić, Schrijvers (89' Kage) Buffel, Joseph-Monrose (75' De Ceulaer), Cissé (66' Okriasjvili)              |                                                                                    |
| 15 maart 2015 14:30 Stade Maurice Dufrasne Luik              | Standard Luik                                                                            | 1-0                             | KRC Genk                                        | Köteles Castagne, Kara, Kabasele, Anele Buffel, Gorius, Milinković-Savić, Okriasjvili Schrijvers (77' Čavrić), Joseph-Monrose (27' De Ceulaer)                        | 89' Anele                                                                          |
| 15 maart 2015 14:30 Stade Maurice Dufrasne Luik              | 64' De Sart                                                                              | 1-0                             |                                                 | Köteles Castagne, Kara, Kabasele, Anele Buffel, Gorius, Milinković-Savić, Okriasjvili Schrijvers (77' Čavrić), Joseph-Monrose (27' De Ceulaer)                        | 89' Anele                                                                          |
| Play-off II                                                  |                                                                                          |                                 |                                                 | |                                                                                    |
| 3 april 2015 20:30 Cristal Arena Genk                        | KRC Genk                                                                                 | 1-0                             | Zulte Waregem                                   | Köteles Castagne, Kara, Kabasele, Anele Buffel, Gorius, Milinković-Savić, Kage (73' Cissé) Schrijvers (84' Walsh), De Ceulaer (78' Joseph-Monrose)                    | 76' Milinković-Savić 79' Gorius 80' Castagne                                       |
| 3 april 2015 20:30 Cristal Arena Genk                        | 36' De Ceulaer                                                                           | 1-0                             |                                                 | Köteles Castagne, Kara, Kabasele, Anele Buffel, Gorius, Milinković-Savić, Kage (73' Cissé) Schrijvers (84' Walsh), De Ceulaer (78' Joseph-Monrose)                    | 76' Milinković-Savić 79' Gorius 80' Castagne                                       |
| 11 april 2015 20:00 Freethiel Beveren                        | Waasland-Beveren                                                                         | 0-2                             | KRC Genk                                        | Köteles Castagne (49' Ndidi), Kara, Kabasele, Anele Buffel, Gorius, Milinković-Savić, Kage (80' Cissé) Schrijvers, De Ceulaer (71' Joseph-Monrose)                    |                                                                                    |
| 11 april 2015 20:00 Freethiel Beveren                        |                                                                                          | 0-1 0-2                         | 26' Kage 54' Buffel                             | Köteles Castagne (49' Ndidi), Kara, Kabasele, Anele Buffel, Gorius, Milinković-Savić, Kage (80' Cissé) Schrijvers, De Ceulaer (71' Joseph-Monrose)                    |                                                                                    |
| 18 april 2015 18:00 Achter de Kazerne Mechelen               | KV Mechelen                                                                              | 4-0                             | KRC Genk                                        | Köteles Ndidi (63' Cissé), Kara, Kabasele, Castagne Buffel, Anele, Milinković-Savić, Kage (73' Joseph-Monrose) Schrijvers, De Ceulaer (84' Vrijsen)                   | 74' Kara 74' Anele 77' Anele 83' Cissé                                             |
| 18 april 2015 18:00 Achter de Kazerne Mechelen               | 3' Hanni 17' Veselinović 67' Naessens 86' Obradović                                      | 1-0 2-0 3-0 4-0                 |                                                 | Köteles Ndidi (63' Cissé), Kara, Kabasele, Castagne Buffel, Anele, Milinković-Savić, Kage (73' Joseph-Monrose) Schrijvers, De Ceulaer (84' Vrijsen)                   | 74' Kara 74' Anele 77' Anele 83' Cissé                                             |
| 24 april 2015 20:30 Cristal Arena Genk                       | KRC Genk                                                                                 | 1-0                             | KV Mechelen                                     | Köteles Castagne, Kara, Kabasele, Walsh (28' Ndidi) Buffel, Gorius, Milinković-Savić, Cissé (82' Okriasjvili) Schrijvers, De Ceulaer (68' Joseph-Monrose)             | 11' De Ceulaer 25' Buffel                                                          |
| 24 april 2015 20:30 Cristal Arena Genk                       | 57' Milinković-Savić                                                                     | 1-0                             |                                                 | Köteles Castagne, Kara, Kabasele, Walsh (28' Ndidi) Buffel, Gorius, Milinković-Savić, Cissé (82' Okriasjvili) Schrijvers, De Ceulaer (68' Joseph-Monrose)             | 11' De Ceulaer 25' Buffel                                                          |
| 2 mei 2015 20:00 Cristal Arena Genk                          | KRC Genk                                                                                 | 7-1                             | Waasland-Beveren                                | Köteles Castagne, Kara, Kabasele (70' Ndidi), Anele Buffel, Gorius, Milinković-Savić, Cissé Schrijvers (66' Joseph-Monrose), De Ceulaer (76' Kage)                    | 90+2' Anele                                                                        |
| 2 mei 2015 20:00 Cristal Arena Genk                          | 16' Buffel 25' Gorius 26' De Ceulaer 40' Cissé 65' Castagne 73' Joseph-Monrose 88' Cissé | 1-0 2-0 3-0 4-0 5-0 6-0 6-1 7-1 | 87' Corstjens                                   | Köteles Castagne, Kara, Kabasele (70' Ndidi), Anele Buffel, Gorius, Milinković-Savić, Cissé Schrijvers (66' Joseph-Monrose), De Ceulaer (76' Kage)                    | 90+2' Anele                                                                        |
| 9 mei 2015 18:00 Regenboogstadion Waregem                    | Zulte Waregem                                                                            | 2-3                             | KRC Genk                                        | Köteles Castagne (46' Wouters), Kara, Kabasele, Ndidi Buffel, Gorius, Milinković-Savić, Cissé (63' Kage) De Ceulaer (56' Okriasjvili), Joseph-Monrose                 | 38' Cissé                                                                          |
| 9 mei 2015 18:00 Regenboogstadion Waregem                    | 33' Trajkovski 47' Skúlason                                                              | 1-0 1-1 2-1 2-2 2-3             | 40' Milinković-Savić 66' Buffel 88' Okriasjvili | Köteles Castagne (46' Wouters), Kara, Kabasele, Ndidi Buffel, Gorius, Milinković-Savić, Cissé (63' Kage) De Ceulaer (56' Okriasjvili), Joseph-Monrose                 | 38' Cissé                                                                          |

* De thuiswedstrijd tegen KV Oostende, op 27 december 2014, werd wegens hevige sneeuwval verplaatst naar 3 februari 2015.

### Overzicht
| Speeldag  | 1  | 2  | 3  | 4  | 5  | 6  | 7  | 8  | 9  | 10 | 11 | 12 | 13 | 14 | 15 | 16 | 17 | 18 | 19 | 20 | 21 | 22 | 23 | 24 | 25 | 26 | 27 | 28 | 29 | 30 |  | 1 | 2 | 3 | 4 | 5  | 6  |
| --------- | -- | -- | -- | -- | -- | -- | -- | -- | -- | -- | -- | -- | -- | -- | -- | -- | -- | -- | -- | -- | -- | -- | -- | -- | -- | -- | -- | -- | -- | -- |  | - | - | - | - | -- | -- |
| Resultaat | v  | g  | g  | g  | w  | g  | g  | w  | g  | g  | w  | w  | w  | v  | v  | w  | w  | g  | w  | v  | g  | w  | v  | g  | w  | w  | v  | w  | w  | v  |  | w | w | v | w | w  | w  |
| Punten    | 0  | 1  | 2  | 3  | 6  | 7  | 8  | 11 | 12 | 13 | 16 | 19 | 22 | 22 | 22 | 25 | 28 | 29 | 32 | 32 | 33 | 36 | 36 | 37 | 40 | 43 | 43 | 46 | 49 | 49 |  | 3 | 6 | 6 | 9 | 12 | 15 |
| Positie   | 11 | 12 | 14 | 13 | 11 | 11 | 12 | 9  | 9  | 9  | 6  | 6  | 5  | 5  | 6  | 6  | 6  | 6  | 3  | 4  | 7  | 6  | 7  | 7  | 6  | 6  | 7  | 7  | 6  | 7  |  | 2 | 2 | 2 | 2 | 2  | 2  |

### Klassement

#### Reguliere competitie
|        |    |                    | P  | W  | G  | V  | +  | -  | DS  | Ptn |
| ------ | -- | ------------------ | -- | -- | -- | -- | -- | -- | --- | --- |
| PO I   | 1  | Club Brugge        | 30 | 17 | 10 | 3  | 69 | 28 | +41 | 61  |
| PO I   | 2  | AA Gent            | 30 | 16 | 9  | 5  | 52 | 29 | +23 | 57  |
| PO I   | 3  | RSC Anderlecht     | 30 | 16 | 9  | 5  | 51 | 30 | +21 | 57  |
| PO I   | 4  | Standard Luik      | 30 | 16 | 5  | 9  | 49 | 39 | +10 | 53  |
| PO I   | 5  | KV Kortrijk        | 30 | 16 | 3  | 11 | 55 | 36 | +19 | 51  |
| PO I   | 6  | Sporting Charleroi | 30 | 14 | 7  | 9  | 44 | 31 | +13 | 49  |
| PO II  | 7  | Racing Genk        | 30 | 13 | 10 | 7  | 38 | 28 | +10 | 49  |
| PO II  | 8  | Lokeren            | 30 | 10 | 12 | 8  | 38 | 32 | +6  | 42  |
| PO II  | 9  | KV Mechelen        | 30 | 10 | 11 | 9  | 37 | 39 | −2  | 41  |
| PO II  | 10 | KV Oostende        | 30 | 11 | 5  | 14 | 40 | 52 | −12 | 38  |
| PO II  | 11 | Westerlo           | 30 | 8  | 9  | 13 | 42 | 63 | −21 | 33  |
| PO II  | 12 | Zulte Waregem      | 30 | 8  | 7  | 15 | 41 | 54 | −13 | 31  |
| PO II  | 13 | Moeskroen-Péruwelz | 30 | 7  | 5  | 18 | 32 | 51 | −19 | 26  |
| PO II  | 14 | Waasland-Beveren   | 30 | 7  | 5  | 18 | 30 | 49 | −19 | 26  |
| PO III | 15 | Cercle Brugge      | 30 | 6  | 6  | 18 | 21 | 45 | −24 | 24  |
| PO III | 16 | Lierse             | 30 | 5  | 7  | 18 | 30 | 63 | −33 | 22  |

#### Play-off II A
| #  | Club             | P | W | G | V | +  | -  | DS  | Ptn |
| -- | ---------------- | - | - | - | - | -- | -- | --- | --- |
| 1. | KV Mechelen      | 6 | 5 | 0 | 1 | 14 | 3  | +11 | 15  |
| 2. | KRC Genk         | 6 | 5 | 0 | 1 | 14 | 7  | +7  | 15  |
| 3. | Zulte Waregem    | 6 | 1 | 1 | 4 | 6  | 10 | −4  | 4   |
| 4. | Waasland-Beveren | 6 | 0 | 1 | 5 | 5  | 19 | −14 | 1   |

### Statistieken
| Nr. | Naam                    | Wed. |   |   |   |   |    |    |
| --- | ----------------------- | ---- | - | - | - | - | -- | -- |
| 1   | Marco Bizot             | 5    | 0 | 0 | 0 | 0 | 1  | 0  |
| 2   | Kara Mbodj              | 30   | 2 | 8 | 0 | 0 | 0  | 0  |
| 3   | Derrick Tshimanga       | 14   | 0 | 2 | 0 | 0 | 1  | 4  |
| 4   | Brian Hamalainen        | 1    | 0 | 0 | 0 | 0 | 1  | 0  |
| 5   | Jarne Vrijsen           | 4    | 0 | 0 | 0 | 0 | 4  | 0  |
| 7   | Khaleem Hyland          | 2    | 1 | 1 | 1 | 0 | 1  | 0  |
| 8   | Steeven Joseph-Monrose  | 15   | 1 | 0 | 0 | 0 | 10 | 4  |
| 9   | Jelle Vossen            | 2    | 0 | 0 | 0 | 0 | 0  | 0  |
| 9   | Ilombe Mboyo            | 19   | 8 | 0 | 0 | 0 | 0  | 2  |
| 10  | Julien Gorius           | 30   | 2 | 4 | 0 | 0 | 0  | 7  |
| 11  | Hervé Kage              | 22   | 3 | 0 | 0 | 0 | 15 | 6  |
| 14  | Luka Zarandia           | 0    | 0 | 0 | 0 | 0 | 0  | 0  |
| 15  | Dries Wouters           | 1    | 0 | 0 | 0 | 0 | 1  | 0  |
| 16  | Anele Ngcongca          | 30   | 1 | 6 | 1 | 0 | 0  | 0  |
| 17  | Jeroen Simaeys          | 1    | 0 | 0 | 0 | 0 | 0  | 0  |
| 17  | Aleksandar Čavrić       | 16   | 0 | 2 | 0 | 0 | 10 | 5  |
| 18  | Albian Muzaqi           | 0    | 0 | 0 | 0 | 0 | 0  | 0  |
| 19  | Thomas Buffel           | 34   | 6 | 8 | 0 | 0 | 0  | 7  |
| 20  | Sergej Milinković-Savić | 24   | 5 | 4 | 0 | 0 | 6  | 1  |
| 21  | Sekou Cissé             | 29   | 7 | 5 | 0 | 0 | 6  | 13 |
| 22  | Paolino Bertaccini      | 2    | 0 | 0 | 0 | 0 | 2  | 0  |
| 23  | Benjamin De Ceulaer     | 19   | 5 | 2 | 0 | 0 | 8  | 9  |
| 25  | Wilfred Ndidi           | 6    | 0 | 0 | 0 | 0 | 3  | 2  |
| 26  | László Köteles          | 32   | 0 | 2 | 0 | 0 | 0  | 1  |
| 27  | Christian Kabasele      | 34   | 2 | 8 | 0 | 0 | 0  | 3  |
| 38  | Siebe Schrijvers        | 32   | 5 | 3 | 0 | 0 | 12 | 11 |
| 39  | Pieter Gerkens          | 19   | 1 | 2 | 0 | 0 | 4  | 1  |
| 40  | Sandy Walsh             | 11   | 0 | 0 | 0 | 0 | 2  | 1  |
| 41  | Timothy Castagne        | 27   | 1 | 4 | 0 | 1 | 2  | 3  |
| 45  | Bennard Kumordzi        | 6    | 0 | 3 | 0 | 0 | 0  | 2  |
| 49  | Tornike Okriasjvili     | 23   | 2 | 4 | 1 | 0 | 7  | 13 |

## Beker van België

### Wedstrijden
| Beker van België                           |            |         |                      | |                      |
| Wedstrijddetails                           | Thuisploeg | Uitslag | Uitploeg             | Opstelling | Kaarten              |
| 1/16 finale                                |            |         |                      | |                      |
| 24 september 2014 20:00 Cristal Arena Genk | KRC Genk   | 0-1     | Racing Mechelen (II) | Köteles Castagne, Kara, Kabasele, Anele Hyland (58' Gerkens), Gorius, Okriasjvili (70' Mboyo) Schrijvers (78' Buffel), Čavrić, Cissé | Kabasele Okriasjvili |
| 24 september 2014 20:00 Cristal Arena Genk |            | 0-1     | 71' Yagan            | Köteles Castagne, Kara, Kabasele, Anele Hyland (58' Gerkens), Gorius, Okriasjvili (70' Mboyo) Schrijvers (78' Buffel), Čavrić, Cissé | Kabasele Okriasjvili |

### Statistieken
| Nr. | Naam                    | Wed. |   |   |   |   |   |   |
| --- | ----------------------- | ---- | - | - | - | - | - | - |
| 1   | Marco Bizot             | 0    | 0 | 0 | 0 | 0 | 0 | 0 |
| 2   | Kara Mbodj              | 1    | 0 | 0 | 0 | 0 | 0 | 0 |
| 3   | Derrick Tshimanga       | 0    | 0 | 0 | 0 | 0 | 0 | 0 |
| 4   | Brian Hamalainen        | 0    | 0 | 0 | 0 | 0 | 0 | 0 |
| 7   | Khaleem Hyland          | 1    | 0 | 0 | 0 | 0 | 0 | 1 |
| 8   | Steeven Joseph-Monrose  | 0    | 0 | 0 | 0 | 0 | 0 | 0 |
| 9   | Ilombe Mboyo            | 1    | 0 | 0 | 0 | 0 | 1 | 0 |
| 10  | Julien Gorius           | 1    | 0 | 0 | 0 | 0 | 0 | 0 |
| 11  | Hervé Kage              | 0    | 0 | 0 | 0 | 0 | 0 | 0 |
| 14  | Luka Zarandia           | 0    | 0 | 0 | 0 | 0 | 0 | 0 |
| 16  | Anele Ngcongca          | 1    | 0 | 0 | 0 | 0 | 0 | 0 |
| 17  | Aleksandar Čavrić       | 1    | 0 | 0 | 0 | 0 | 0 | 0 |
| 18  | Albian Muzaqi           | 0    | 0 | 0 | 0 | 0 | 0 | 0 |
| 19  | Thomas Buffel           | 1    | 0 | 0 | 0 | 0 | 1 | 0 |
| 20  | Sergej Milinković-Savić | 0    | 0 | 0 | 0 | 0 | 0 | 0 |
| 21  | Sekou Cissé             | 1    | 0 | 0 | 0 | 0 | 0 | 0 |
| 23  | Benjamin De Ceulaer     | 0    | 0 | 0 | 0 | 0 | 0 | 0 |
| 26  | László Köteles          | 1    | 0 | 0 | 0 | 0 | 0 | 0 |
| 27  | Christian Kabasele      | 1    | 0 | 1 | 0 | 0 | 0 | 0 |
| 38  | Siebe Schrijvers        | 1    | 0 | 0 | 0 | 0 | 0 | 1 |
| 39  | Pieter Gerkens          | 1    | 0 | 0 | 0 | 0 | 1 | 0 |
| 40  | Sandy Walsh             | 0    | 0 | 0 | 0 | 0 | 0 | 0 |
| 41  | Timothy Castagne        | 1    | 0 | 0 | 0 | 0 | 0 | 0 |
| 45  | Bennard Kumordzi        | 0    | 0 | 0 | 0 | 0 | 0 | 0 |
| 49  | Tornike Okriasjvili     | 1    | 0 | 1 | 0 | 0 | 0 | 1 |

## Afbeeldingen

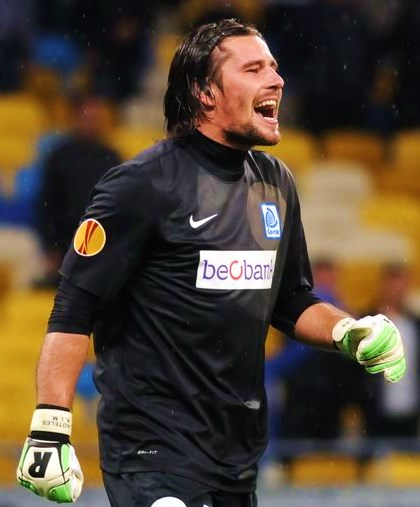
László Köteles (doelman)
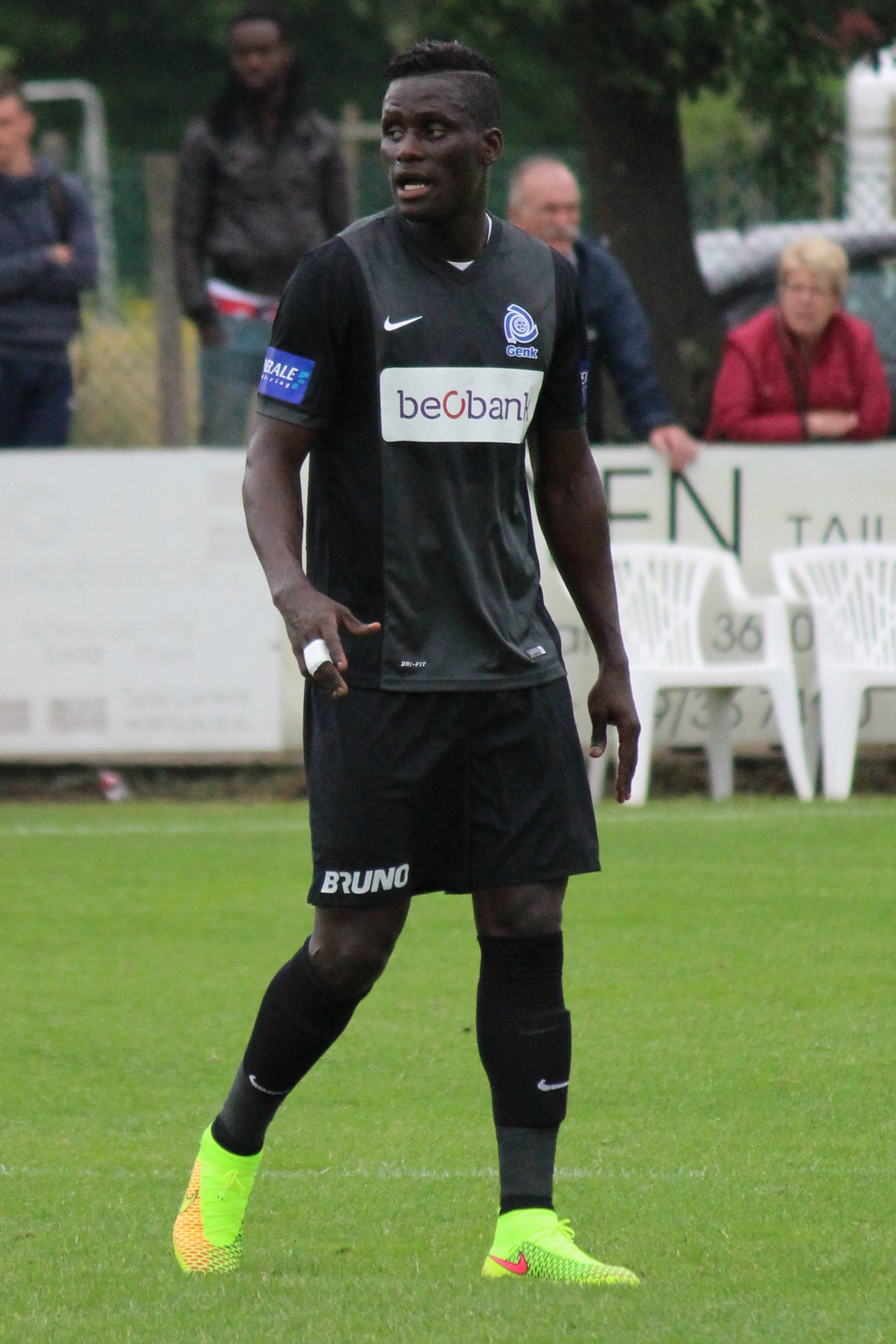
Kara Mbodj (verdediger)
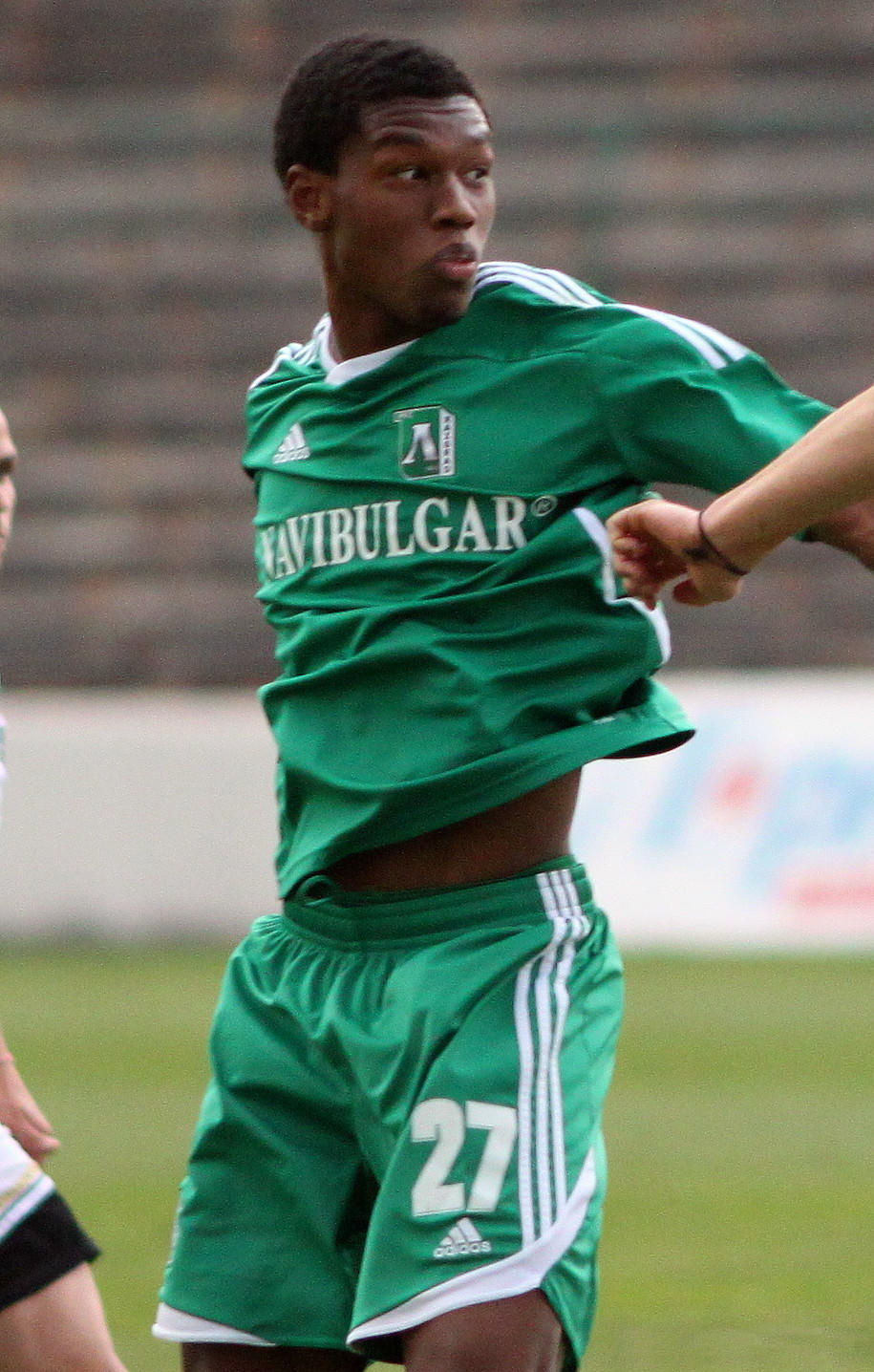
Christian Kabasele (verdediger)
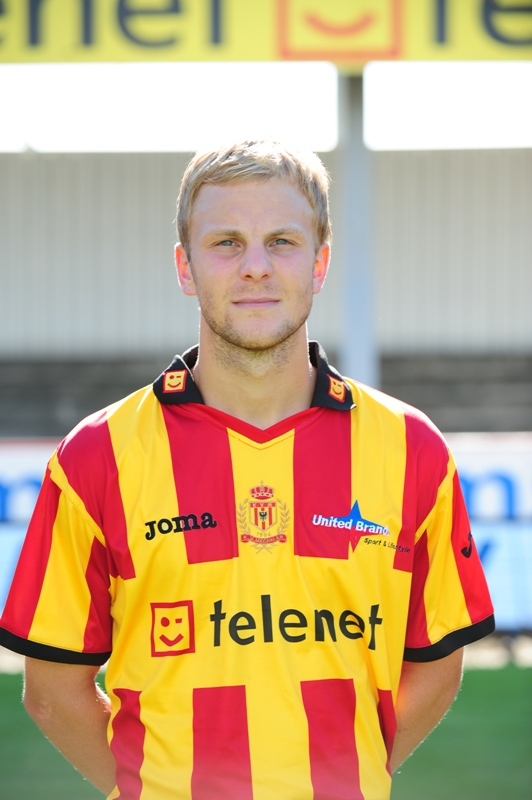
Julien Gorius (middenvelder)
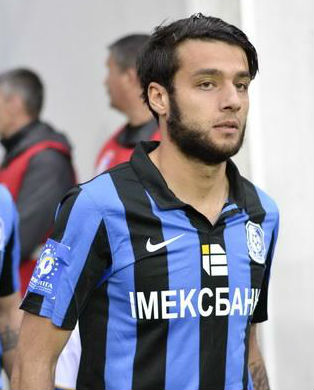
Tornike Okriasjvili (middenvelder)
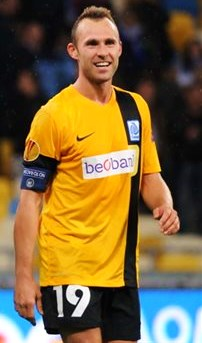
Thomas Buffel (middenvelder)
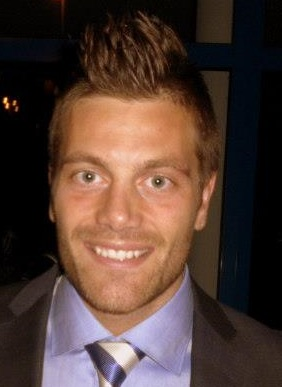
Benjamin De Ceulaer (aanvaller)
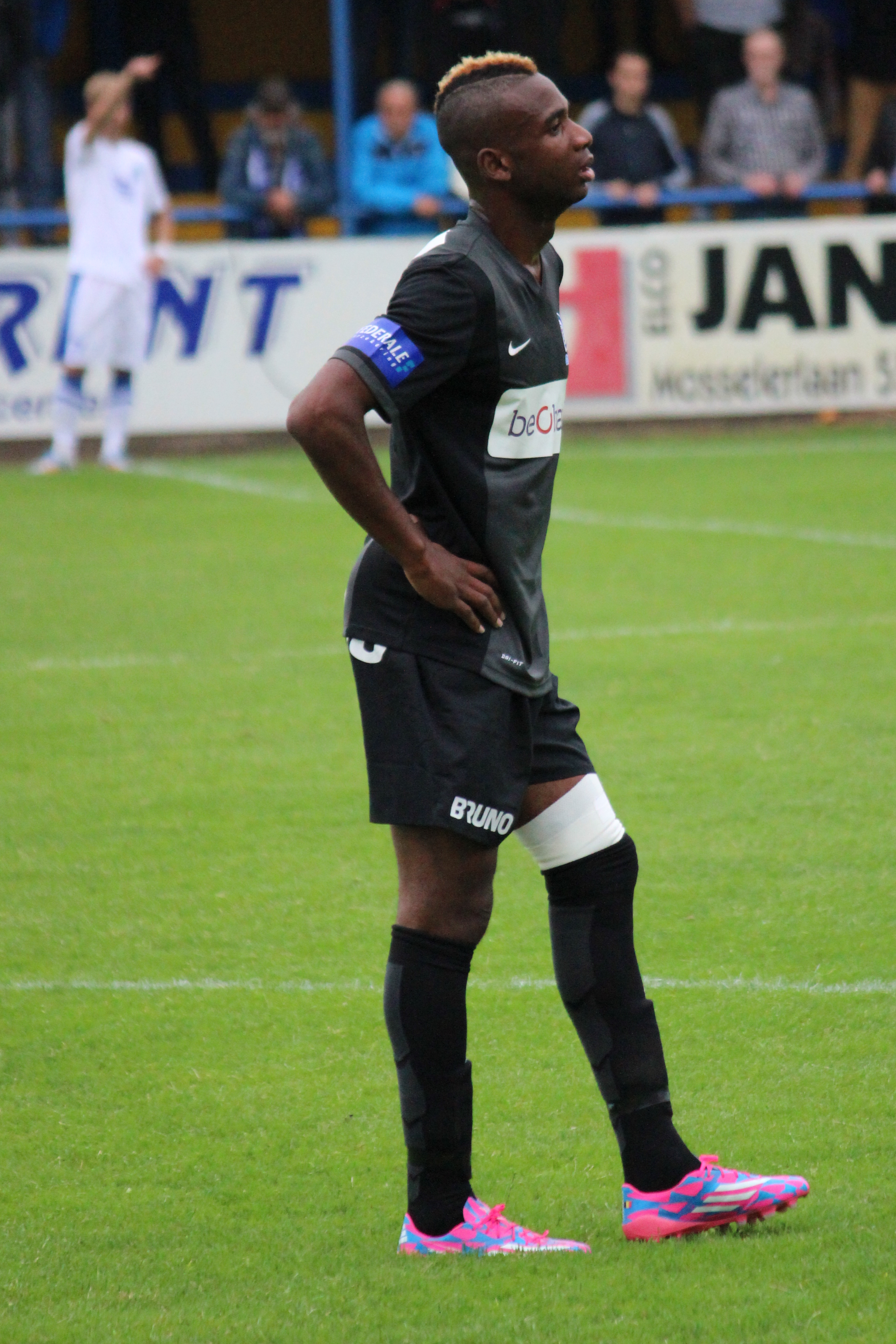
Ilombe Mboyo (aanvaller)